# Martín Doello Jurado
Martín Doello Jurado (Gualeguaychú, Entre Ríos, 4 de julho de 1884 - Buenos Aires, 9 de outubro de 1948) foi um biólogo, paleontólogo e oceanógrafo argentino.
Foi diretor do Museu Argentino de Ciências Naturais, professor da Universidade de Buenos Aires e um dos fundadores da Associação Argentina de Ciências Naturais.
Em 1914 iniciou uma pesquisa sobre invertebrados na plataforma marinha da Argentina que resultou na formação da secção moluscos e invertebrados do Museu Argentino de Ciências Naturais.
Em 1922 iniciou as primeiras campanhas de oceanografia biológica que se realizaram na  Argentina.
Além disso seguiu trabalhando em Zoologia experimental, Entomologia, Ornitologia e na luta contra os gafanhotos, praga que na época assolava a agricultura argentina. Também criou a primeira Estação de Biologia Marinha da Argentina em Quequén, Buenos Aires.
Ao longo de sua vida publicou vários artigos e divulgação científica em revistas e periódicos argentinos.